# Gustav Wetterström
Karl Gustaf Evert Wetterström (Norrköping, Suecia, 15 de octubre de 1911 - Norrköping, 16 de noviembre de 1991), más conocido como Gustav Wetterström, fue un futbolista sueco que jugaba como delantero.

## Selección nacional
Fue internacional con la selección de fútbol de Suecia en 7 ocasiones y convirtió 7 goles. Formó parte de la selección que obtuvo el cuarto lugar en la Copa del Mundo de 1938.

### Participaciones en Copas del Mundo
| Mundial                        | Sede    | Resultado    | Partidos | Goles |
| ------------------------------ | ------- | ------------ | -------- | ----- |
| Copa Mundial de Fútbol de 1938 | Francia | Cuarto lugar | 2        | 3     |

## Clubes
| Club        | País   | Año       |
| ----------- | ------ | --------- |
| IK Sleipner | Suecia | 1931-1932 |
| IK Sleipner | Suecia | 1934-1938 |

## Palmarés

### Campeonatos nacionales
| Título      | Club        | País   | Año  |
| ----------- | ----------- | ------ | ---- |
| Allsvenskan | IK Sleipner | Suecia | 1938 |